# Нов хамам (Дебър)
Новият хамам (на македонска литературна норма: Нов амам) е хамам, турска обществена баня, в град Дебър, Република Македония. Сградата на хамама се използва за художествена галерия.
Хамамът е изграден в центъра в непосредствена близост до чаршията, като на южната му страна са залепени редица дюкяни. Според стилистичните му особености и присъствието на барокови елементи в каменната декорация, хамамът се датира в първата половина на XVIII век. Шадраван залата, според начина на градеж и материала, е от XIX век. На барабана на купола и в шадраван залата са записани годините 1887 и 1907, които най-вероятно показват времето на поправка или декориране на хамама. Сградата работи като баня до 1992 година.
Функционално хамамът е от развития тип турски бани и се отличава с чиста и ясна пространствена и функционална организация, като в него присъстват всички необходими функционални компоненти. Изграден е от дялан мрамор и печени цигли. Размерите му са 15 на 15 m, а предната част е 10 на 10 m. От шадраван залата се влиза в останалите помещения – капалъкът, съблекалня и чакалня през зимата, халветът, централното място за къпане, покрито с купол, в което има четири по-малки халвети, а в края на източната страна е резервоарът за вода – хазна и огнището – кюлхан. Има етаж с галерия. В халвета има добре запазен гьобек таш – каменна пейка за почивка. Хамамът има пет купола и няколко покрива. В големия купол са изписани флорални и геометрични мотиви. В купола има висока лампа за осветление. Хамамът има и тераси за разговори на посетителите. Шадраванът е украсен с каменна пластика.